# Viels-Maisons
Viels-Maisons är en kommun i departementet Aisne i regionen Hauts-de-France i norra Frankrike. Kommunen ligger  i kantonen Charly-sur-Marne som ligger i arrondissementet Château-Thierry. År 2022 hade Viels-Maisons 1 199 invånare.

## Befolkningsutveckling
Antalet invånare i kommunen Viels-Maisons
Referens: INSEE